# Pedro Lerma
Pedro Lerma (Madrid, 1916 - Madrid, agost del 2003) va ser un pianista i educador musical espanyol.

## Vida i obra
Lerma va rebre les seves primeres lliçons de piano de la seva mare, pianista, i va continuar els seus estudis al Conservatori de Madrid amb José Cubiles. Es va graduar el 1934 amb un primer premi i va obtenir una càtedra de piano al conservatori. Va dur a terme reeixides gires de concerts per Europa i Amèrica. Més tard es va traslladar a Santo Domingo i va esdevenir professor al Conservatori Nacional de Música i Declamació.
Lerma va formar el Trio Lerorpi amb el violoncel·lista Ennio Orazi i el violinista Alberto Piantini, que va debutar a Santo Domingo el 1950 i va gaudir d'un èxit particular amb obres de Beethoven i Mendelssohn.